# ليزا لامبانيلي
ليزا لامبانيلي (بالإنجليزية: Lisa Lampanelli)‏ وإسمها الحقيقي ليزا ماري لامبوغنيل (بالإنجليزية: Lisa Marie Lampugnale)‏ هي كوميدية ستاند أب أمريكية ولدت في يوم 19 يوليو 1961 في بلدة تريمبول في كونيتيكت في الولايات المتحدة، عرفت بعروضها بدفاعها عن الأقليات العرقية وعن المثليين.

## وصلات خارجية
- ليزا لامبانيلي على موقع IMDb (الإنجليزية)
- ليزا لامبانيلي على موقع روتن توميتوز (الإنجليزية)
- ليزا لامبانيلي على موقع ميوزك برينز (الإنجليزية)
- ليزا لامبانيلي على موقع أول موفي (الإنجليزية)
- ليزا لامبانيلي على موقع إن إن دي بي (الإنجليزية)
- ليزا لامبانيلي على موقع ديسكوغز (الإنجليزية)
- ليزا لامبانيلي على موقع قاعدة بيانات الفيلم (الإنجليزية)

- ليزا لامبانيلي على قاعدة بيانات الأفلام على الإنترنت